# Pletes de Concabella
Les Pletes de Concabella és una obra de Concabella, al municipi dels Plans de Sió (Segarra), protegida com a bé cultural d'interès local.

## Descripció
Es tracta d'unes pletes situades al terme de Concabella, formades per dues voltes realitzades amb volta rebaixada, mitjançant carreus de pedra de dimensió mitjana col·locats amb la tècnica de la pedra seca. Les pletes són les cabanes on es resguardava el bestiar. Parteixen de la mateixa tècnica i tipologia constructiva que en el cas de les cabanes de volta però adaptant-la a unes necessitats diferents: generalment més superfícies i un espai tancat, amb una part coberta i una altra no, amb la connexió de tots els espais que en formen part.